# Успенские Хутора
Успенские Хутора — деревня в Жуковском районе Калужской области России. Входит в сельское поселение «Деревня Корсаково».

## Физико-географическая характеристика
Находится в северо-восточной части Калужской области. Рядом — населённые пункты Борисково, Бухловка.

## Этимология
Название дано в честь прежнего названия села Нижнее — Успенское.

## Население
| 2002 | 2010 |
| ---- | ---- |
| 9    | ↘1   |